# Antoon Coolen
Antonius Franciscus Coolen dit Antoon Coolen, né à Wijlre le 17 avril 1897 et mort à Waalre le 9 novembre 1961, est un écrivain de romans régionalistes néerlandais.

## Biographie
Antoon Coolen est né à Wijlre, village de la commune de Gulpen-Wittem, province du Limbourg, troisième de huit enfants d'un brasseur. Ses parents, originaires de la région naturelle de Peel, province du Brabant-Septentrional, étaient mariés à Deurne.
Après six ans à Zevenbergen, la famille revient en 1903 à Deurne. Son voisin H.N.Ouweling lui donne accès à sa bibliothèque personnelle et le prépare à la littérature. On le considère comme le grand inspirateur d'Antoon Coolen. Après sa mort, Antoon Coolen habite un temps sa maison à Deurne. Plus tard, Coolen fait construire une maison à Waalre où il habite jusqu'à sa mort, survenue en 1961 lors d'un accident de chemin de fer. Il est enterré au cimetière de l'église St.Willibrord à Waalre.
Antoon Coolen est marié à Gerda de Jong et a quatre fils : Stijn, Guido, Felix et Peter Hendricus, dont trois portaient le nom d'un auteur admiré : Stijn Streuvels, Guido Gezelle et Felix Timmermans.

## Œuvre

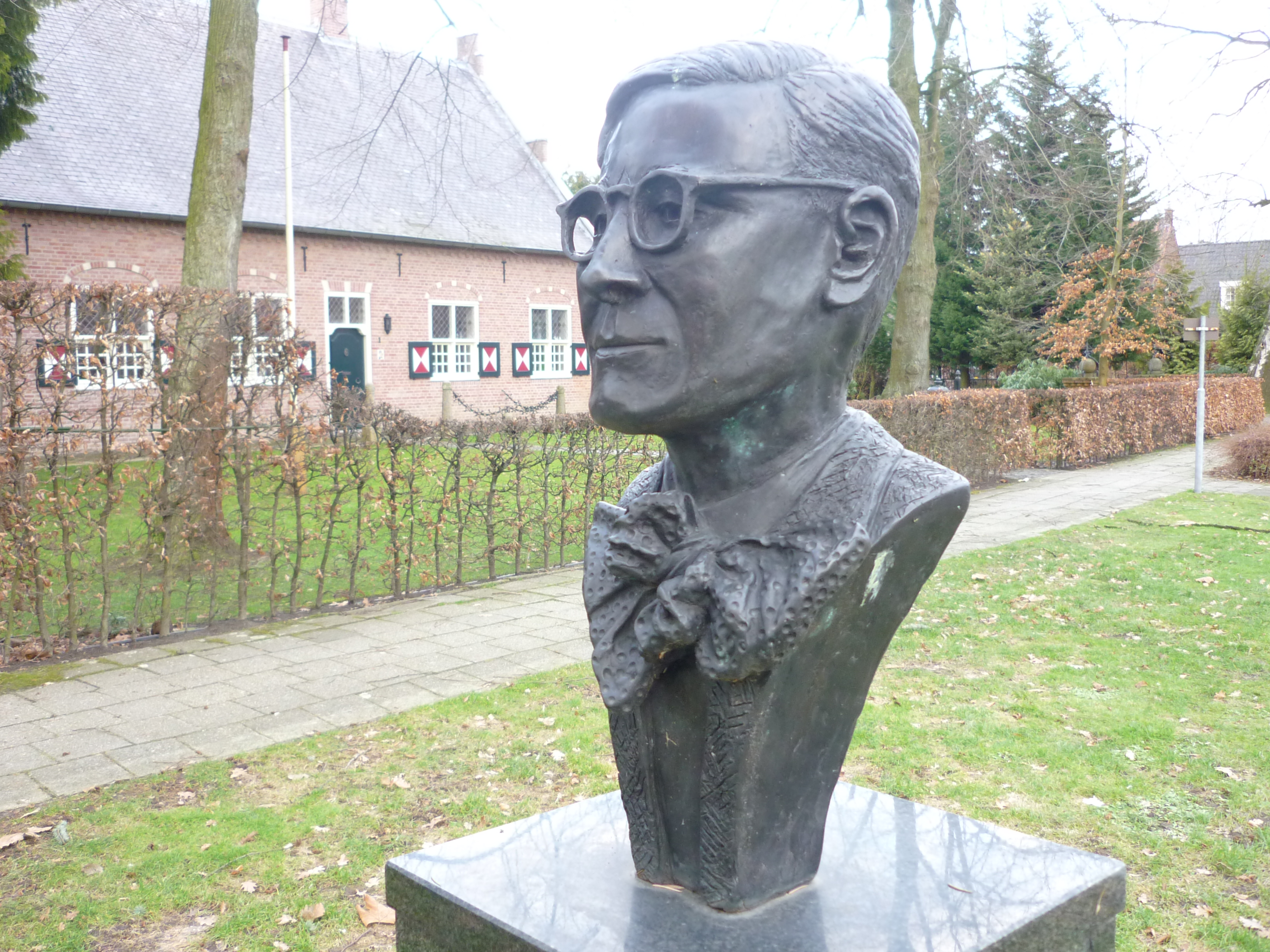
Sculpture de l'auteur à Deurne.

Antoon Coolen a gagné une grande renommée par des livres tels que Dorp aan de rivier (Village sur le fleuve, allusion à Lith, bordant la Meuse), Herberg in 't Misverstand (L'auberge au 'Malentendu), De goede moordenaar (Le Bon Meurtrier, d'après un fait divers) et son récit De Peelwerkers (Les tourbiers du Peel). Plusieurs de ses sujets sont tirés de la réalité.
Souvent les auteurs régionalistes sont considérés des auteurs de second rang; ce n'est pas le cas pour Antoon Coolen, qui est très estimé par les critiques littéraires. On le place dans la tradition impressionniste littéraire de Stijn Streuvels et comme Streuvels, Coolen dépasse largement le cadre régionaliste dans la publication de ses écrits.
Il est en ce sens lauréat de plusieurs prix littéraires.

## Traductions en français
- Antoon Coolen: La faute de Jeanne Le Coq. Trad. du hollandais par Marcelle Schlomer; préf. de Jean Giono. Paris, Autrement, 1995.  (ISBN 2-86260-550-6)  (Éd. orig.: Le bon assassin. (Trad.  Marcelle Schlomer; préf. de Jean Giono). Paris, Grasset, 1936
- Antoon Coolen: Un village au bord de l'eau. Trad. du néerlandais par G.S. Solpray. Paris, Calmann-Lévy, 1954
- Notices d'autorité :   - VIAF
  - ISNI
  - BnF (données)
  - IdRef
  - LCCN
  - GND
  - Espagne
  - Belgique
  - Pays-Bas
  - Pologne
  - NUKAT
  - Australie
  - Norvège
  - Tchéquie
  - Portugal
  - WorldCat

## Biographie
- Antoon Coolen 1897-1961. Biografie van een schrijver. Cees Slegers, 2001. Tilburg: Stichting Zuidelijk Historisch Contact Tilburg.

## Source
- (nl) Cet article est partiellement ou en totalité issu de l’article de Wikipédia en néerlandais intitulé « Antoon Coolen (1897-1961) » (voir la liste des auteurs).